# Tratatul de la Granada (1500)
Tratatul de la Granada a fost o alianță militară încheiată între Ludovic al XII-lea al Franței și Ferdinand al II-lea de Aragon cu privire la împărțirea și retrasarea granițelor Neapolelui. Pe baza acordului, partea nordică a regatului ar reveni Franța, formând Regatul de Neapole, iar partea sudică intrând în posesia regatului de Aragon. Discrepanțele între cei doi semnatari au adus doi ani de confruntări militare, în care trupele lui Gonzalo Fernández de Córdoba a învins decisiv armata franceză, lăsând Regatul de Neapole în posesia Aragonului.

## Context
În 1499, nou încoronatul rege al Franței Ludovic al XII-lea, susținând în continuare drepturile sale asupra ducatului de Milano ca nepot al prințesei milaneze, Valentina Visconti, și asupra regatului de Neapole ca descendent al Casei de Anjou, a pornit războiul italian din 1499-1501. A trimis în peninsula italiană o armată puternică în aprilie 1500 care a reușit să ocupe Milano, detronându-l pe ducele Ludovic Sforza și pe fratele lui Ascanio Sforza. Având intenția de a revendica și regatul Neapolelui, a căutat o alianță cu singura putere militară din regiune capabilă de a se opune: regatul Aragonului. Regelui aragonez Ferdinand al II-lea i-a oferit posibilitatea de împărți Neapolele între ei. Ideea nu era nouă: deja în 1497, Carol al VIII-lea al Franței i-a făcut lui Ferdinand aceeași propunere în timpul războiului italian din 1494-1498, deși nu s-a ajuns la niciun consens.
Frederic I de Neapole, având probleme militare și financiare după primul război, i-a oferit lui Ludovic al XII-lea plata unei contribuții anuale în schimbul asigurării independenței regatului său. Regele Aragonului, conștient de jocul diplomatic al lui Frederic de Neapole, și având în vedere că un război împotriva Franței ar fi costisitor și de lungă durată, a preferat o alianță cu Ludovic al XII-lea.

## Acordul
Tratatul, justificat și de necesitatea de a face față amenințării turcilor otomani, a fost semnat pe 10 octombrie 1500 în castelul Chambord, și ratificat de către regii catolici, pe data de 11 noiembrie a aceluiași an, în Granada. Acordul a inclus următoarele condiții:
- Ludovic al XII-lea a renunțat la pretențiile asupra provinciilor Cerdagne și Roussillon; Ferdinand de Aragon a renunțat la comitatul Montpellier;
- Ambele armate vor participa simultan, dar nu în comun, în campania militară din Regatul de Neapole; trupele franceze vor avansa dinspre nord, iar cele aragoneze dinspre sud;
- După cucerirea Neapolelui, cei doi semnatari vor împărți astfel teritoriul: Ferdinand ar primi provinciile sudice (Apulia și Calabria), cu titlul de ducate, în timp ce Ludovic ar fi intrat în posesia zonei centrale a peninsulei italiene (provinciile din Abruzzo și Terra di Lavoro, care a inclus orașele Napoli și Gaeta) cu titlul de rege al Neapolelui și al Ierusalimului.[6]
- Acordul a fost ținut secret până când armata franceză s-a apropiat de Roma.

## Ruperea acordului
Relațiile bune între francezi și spanioli nu au fost de lungă durată. Prin termenii tratatului se hotărâse ca regatul de Neapole să fie împărțit în patru provincii, deși din timpul domniei lui Alfonso I regatul era organizat în douăsprezece.
În curând au apărut neînțelegeri între aliați, care au oferit pretextul confruntărilor armate. De-a lungul anilor 1502 și 1503, armatele lui Gonzalo Fernandez de Cordoba au învins trupele franceze în bătăliile de Ruvo, Seminara și Garigliano. În ianuarie 1504, Ludovic al XII-lea a fost forțată să cedeze regatul de Neapole Aragonului prin semnarea tratatului de la Lyon.